# 13-а СС планинска дивизия Ханджар (1-ва хърватска)
13-а СС планинска дивизия „Ханджар“ (1-ва хърватска) (на немски: 13.Waffen-Gebirgs-Division der SS „Handschar“ (kroatische Nr. 1) е съединение, влизащо в състава на войските на СС (една от 38-те ѝ дивизии по време на Втората световна война). Набрана е от босненски доброволци през 1943 г. и е най-многочислената Вафен-СС дивизия – достига до 21 065 души.
Войниците ѝ носят на главите си фесове, а на дясната им петлица е изобразена ръка над свастика, държаща къс ятаган – известен като ханджар. Самата дума (на босн./ хърватски: Handžar) е турска, а тя на свой ред произлиза от арабската خنجر. През вековете, ханджарът се е обособил като исторически национален символ на мюсюлманска Босна.
Дивизията е използвана основно за операции срещу югославските партизани – от февруари до септември 1944 г.

## Предистория
След падането на Сараево в ръцете на германците на 16 април 1941 г., на територията на Хърватско, Босна и Херцеговина и части от Сърбия, е образувана нова държава – Независима хърватска държава (Nezavisna Država Hrvatska), сателит на Третия Райх. За неин лидер е провъзгласен националистът Анте Павелич. На 6 юли същата година, министърът на културата и образованието – Миле Будак, заявява, че усташкия режим счита босненските мюсюлмани за неделима част от новата държава. Павелич нарежда построяването на джамия, в опит да си осигури поддръжката на мюсюлманите.
Към края на 1941 г., босненското ислямско духовенство издава три фатви (в Сараево през октомври, в Баня Лука – на 12 ноември и в Мостар), които напълно отхвърлят сътрудничеството с хърватските и нацистките власти, чиято цел е унищожаването на евреите и сърбите.
Въпреки уверенията на Павелич за равенство, не минава много време преди босненците да изразят неудовлетворение от управлението на хърватите. Един от ислямските водачи отбелязва, че няма назначен нито един мюсюлманин на важен пост в местната администрация. При избухналите свирепи сражения между усташите и партизаните, някои от усташките части подозират босненците в симпатии към комунистите, и започват да изгарят селата им и да избиват цивилни. До началото на 1943 г. са избити над 100 000 мюсюлмани (9% от босненското население по това време), а близо 250 000 души са бежанци. Един немски генерал отбелязва: „Мюсюлманите са в особеното положение да бъдат преследвани от всички.“.
През есента на 1942 г., Хайнрих Химлер и генералът от СС Готлоб Бергер, предлагат на Адолф Хитлер да създаде босненска мюсюлманска СС дивизия. В бошняците Химлер вижда фанатична, сляпа вяра и бойци, които биха се жертвали в името на религиозна или идеологическа вяра. Той смята, че те биха станали перфектни СС войници, тъй като ислямът „им обещава рай, ако бъдат убити в сражение“. Райхсфюрерът е вдъхновен и от успехите на босненските пехотни полкове през Първата световна война.
На 10 февруари 1943 г., Хитлер одобрява проекта за създаването на такава част и на обергрупенфюрерът от СС Артур Флепс, е заповядано да сформира дивизията.

## Набиране
През пролетта на същата година мюфтията на Йерусалим – Амин ал Хюсейни, е вербуван от германците да помага в организацията и попълването с босненци на няколко Вафен-СС дивизии и други части в Югославия. Той успешно убеждава доста кандидати да престъпят фатвите от Сараево, Мостар и Баня Лука, с които през 1941 г. местните имами забраняват на мюсюлманите да сътрудничат на усташите. Въпреки това, както и въпреки всички други опити на немската пропаганда, резултатите са под очакванията – едва половината от набраните 20 – 25 хиляди души са доброволци.
От своя страна, Павелич възразява срещу мюсюлманската дивизия и е притеснен от евентуални искания за независимост, смятайки мюсюлманските райони на Босна за част от новосъздадената Независима хърватска държава. Като компромисен вариант дивизията е наречена „хърватска“ и е решено да включва най-малко 10% хървати-католици. Ал Хюсейни настоява, че „най-важната задача на дивизията трябва да е защитата на земята и семействата (на доброволците), и тя не трябва да напуска Босна“, но това искане е игнорирано от германците.
Присъединяването на мюсюлмани към Вафен-СС означава, че нацистката идеология и пропаганда трябва да претърпят промени, а също така и на изповядващите исляма да бъдат отпуснати известни привилегии според религията им – например забраната на свинско месо и алкохолни напитки в порционите, извършването на петкратния намаз през деня и др. Въпреки това, между босненците-мюсюлмани и хърватите-католици в дивизията непрекъснато избухват инциденти на етническа и верска основа.
Според историка Крис Алисби, „Химлер е убеден, че мюсюлманите на Балканите не са нито славяни, нито турци, а са истински арийци, приели исляма“. Райхсфюрерът вярва, че босненските мюсюлмани са от една раса с хърватите, а тях смята за наследници на готите и персите.
С напредването на войната, набирането на доброволци става все по-трудно, а когато се разпространява слуха, че ще бъдат изпратени на Източния фронт, войниците масово дезертират.

## Служба
Първоначалната идея е новосъздадената част да бъде изпратена да се бие със сръбските и мюсюлманските партизани на Тито. След сформирането си обаче дивизията е изпратена за подготовка в южна Франция, в градчето Вилфранш де Руерг, където остава до ноември 1943 г.

### Бунтът
На 17 септември (още докато са във Франция), група разочаровани войници, водени от Ферид Дзанич, пленява повечето от германците и убива петима немски офицери. Очевидно бунтовниците вярват, че повечето доброволци ще ги подкрепят и те ще могат да достигнат западните Съюзници. Безредиците са потушени с помощта на имама на частта и общо около 20 души са разстреляни – веднага или след военен съд. Германците са убедени, че те са били комунисти, инфилтрирали се в дивизията, с цел да извършват подривна работа. Впоследствие в дивизията е извършена чистка на войниците, определени като „непригодни за служба“ или „политически неподходящи“. Над 800 души са изпратени в Германия на „трудова служба“. 265 ог тях отказват да работят и са преместени в концентрационния лагер Нойенгам, където мнозина умират. След освобождението на Вилфранш през 1944 г., жителите му решават да отдадат почит на бунтовниците, като кръщават една от улиците на градчето „Хърватския булевард“. Според Луи Ериняк, Вилфранш де Руерг е първият свободен град в окупирана Франция. На събитията е посветена книгата „Бунтовете във Вилфранш“ (с автори Мирко Гръмек и Луиза Ламбриш), публикувана през 1998 г.

### Операции срещу партизаните
През ноември 1943 г., дивизията е върната обратно в Босна. Първоначалната идея е, тя да води действия срещу сръбските и мюсюлманските партизани. Мнозина от войниците обаче се бият с неохота – сраженията в североизточна Босна (и отчасти в Сремско), се водят по родните им места.
„Ханджар“ взима участие в най-голямата антипартизанска операция през цялата Втора световна война – операция „Майско дърво“ (заедно със 7-а СС доброволческа планинска дивизия Принц Ойген). От февруари до септември 1944 г., „Ханджар“ провежда операциите:
- „Пътеводител“ (Wegweiser) – от 10 до 13 март 1944 г. Целта ѝ е район в Сремска област (по-точно горите около Босут и селата около р. Сава), овладян преди това от партизаните, които са постоянна заплаха за жп линията Загреб – Белград. Това е първата въобще операция на дивизията.
- „Сава“ (Save) – започва на 15 март, непосредствено след операция „Пътеводител“. Има за цел да прочисти от партизани Семберия, район в североизточна Босна, отвъд река Сава. Това е първата офанзивна акция на дивизията и е ръководена от СС групенфюрер Зауберцвайг. 27-и полк прекосява реката при село Сремска Рача, напредвайки през Панонската низина, от Велино село към Бродац. Биелина е овладяна около полунощ на 16 срещу 17 март и подразделението укрепва позициите си в града. В същото време 28-и полк, носейки основната част от сражението, води упорити боеве при напредването си към планината Майевица. В боевете при село Челич, се отличава батальонният командир Ханс Ханке.
- „Великденско яйце“ (Osterei) – започва на 12 април 1944 г., и има за задача прочистването на планината Майевица от партизани. 27-и полк бързо овладява село Яния и през Долна Трнова достига до мина Углевик. Разузнавателна част на дивизията се свързва с 1-ва планинска бригада на западните склонове на планината. 28-и полк прекосява Маковац и изтласква 38-а партизанска дивизия на юг, след тежки сражения край село Прибой.
- „Майско дърво“ (Maibaum)
- „Момина сълза“ (Maiglöckchen)
- „Пълнолуние“ (Vollmond)
- „Мухоловка“ (Fliegenfänger)
- „Полска роза“ (Heidrose)
- „Кайма“ (Hackfleisch)
- „Рюбецал“ (Rübezahl – на името на планински дух от старогерманската митология). Немската атака на Санджак е ръководена от Артур Флепс, главнокомандващ на „Група Санджак“ (дивизиите „Принц Ойген“, „Ханджар“ и 1-ва планинска). Мюсюлманската дивизия участва в първоначалните етапи на операцията, а после е прехвърлена към 2-ри корпус и осигурява защитата на река Дрина.

### До края на войната
През последните месеци на 1944 г. и в началото на 1945 г. по-голямата част от войниците в дивизията дезертират, присъединявайки се към югославските партизани. Към края на 1944 г., „Ханджар“ е обединена с друго подобно формирование – дивизия „Кама“. Бойният път на частта завършва на 8 май, когато тя се предава на британските войски в Австрия.
За цялата история на дивизията само пет немски офицера са наградени с Рицарски кръстове. Един от тях е последния ѝ командир – СС бригадефюрер Дезидериус Хампел.

## Структура на дивизията
„Ханджар“ е командвана от германци. Заради произхода на войниците, във всеки батальон има имам, а във всеки полк – молла. Частта носи името „дивизия от СС“ (на немски: Division der SS) вместо „СС дивизия“, тъй като повечето войници не са от немски произход.

### Командири
- СС обергрупенфюрер Артур Флепс (назначен на 10 февруари 1943 г. със задачата да сформира частта)
- СС оберфюрер Херберт фон Обвурцер (1 април – 9 август 1943 г.)
- СС групенфюрер Карл-Густав Зауберцвайг (9 август – юни 1944 г.)
- СС бригаденфюрер Дезидериус Хампел (юни 1944 – 8 май 1945 г.)

### Подразделения
- 27-и планинско-стрелкови полк от СС (нем. Waffen-Gebirg-Jsäger-Regiment der SS 27)
- 28-и планинско-стрелкови полк от СС (Waffen-Gebirgs-Jäger-Regiment der SS 28)
- 13-и Вафен-СС артилерийски полк (SS-Waffen-Artillerie-Regiment 13)
  - Хърватско СС танково отделение (Kroatische SS-Panzer-Abteilung)
  - 13-о СС планинско танково-изтребително отделение (SS-Gebirgs-Panzerjäger-Abteilung 13)
  - Хърватско СС кавалерийско отделение (Kroatische SS-Kavallerie-Abteilung)
  - 13-о СС зенитно отделение (SS-Flak-Abteilung 13)
  - 13-о СС планинско свързочно отделение (SS-Gebirgs-Nachrichten-Abteilung 13)
  - 13-о СС планинско разузнавателно отделение (SS-Gebirgs-Aufklärungs-Abteilung 13)
    - СС танков разузнавателен взвод (SS-Panzer-Aufklärungszug)

  - Хърватски СС велосипеден батальон (Kroatisches SS-Radfahr-Bataillon)
  - 13-и СС планински сапьорен батальон (SS-Gebirgs-Pionier-Bataillon 13)
  - Хърватски СС моторизиран охранителен батальон (Kroatisches SS-Kradschützen-Bataillon)
  - 13-а СС продоволствена част (SS-Divisions-Nachschubführer 13)
- 13-а полкова снабдителна служба (Versorgungs-Regiments-Stab 13)
  - СС снабдителни войски (SS-Divisions-Nachschubtruppen)
  - 13-и СС административен батальон (SS-Verwaltungs-Bataillon 13)
  - 13-и СС домакински батальон (SS-Wirtschafts-Bataillon 13)
  - 13-о СС санитарно отделение (SS-Sanitätsabteilung 13)
    - 13-а СС планинска ветеринарна част (SS-Gebirgs-Veterinär-Kompanie 13)
- Дивизионни войски (Divisionstruppen 13)

## Униформа
Униформите, носени от войниците от „Ханджар“, са общоприетите за СС, с петлица от дясната страна на яката, показваща принадлежността към дивизията – ръка над свастика, държаща ятаган (на лявата петлица е чина на войника или офицера). На лявата ръка е поставен хърватския герб – щит с червени и бели полета, разположени шахматно. На тези, които са служили в дивизията, е дадено правото да носят нагръдна значка със СС руните, която се закача на левия джоб на куртката. За разлика от други дивизии от състава на Вафен-СС, войниците от „Ханджар“ не носят надпис с името на частта на маншета си.
На главата е разрешено да се носи фес – независимо от ранга, докато немските офицери имат и възможността да носят шапка на планински стрелец (на немски: Bergmütze). Фесът е избран от Химлер, заради това, че е носен от босненските пехотни полкове в австро-унгарската армия от 1894 до 1918 г., както и от Албанския ѝ легион в периода 1916 – 1918 г. Има два варианта на феса – сиво-зелен (който се носи в сражение или на пост) и червен – използван при паради, маршове или когато войникът не е на пост. И на феса, и на шапката има череп и орел – знаци на СС, а отделно на шапката (от лявата ѝ страна) има и значка с еделвайс – отличителен знак на планинските стрелци.